# Мексіл'яо (газове родовище)
Мексіл'яо (Mexilhão) — офшорне газове родовище в Бразилії у нафтогазоносному басейні Сантос. Розташоване за 160 км від Сан-Паулу в районі з глибинами моря від 320 до 550 метрів.

## Загальний опис
Родовище відкрите в 2003 році у відкладеннях верхньої крейди, розташованих на 4400 метрів нижче океанського дна. На відміну від більш відомих гігантських родовищ басейну Сантос, знайдених у підсольовому комплексі, Мексіл'яо відноситься до надсольової зони. Колектори — пісковики. Поклади характеризуються гарною пористістю (13—19 %) та низькою проникністю. Також для них характерні високі температура (130 °C на колонній головці) та тиск (10 тис. psi).
Запаси родовища оцінюються у 56 млрд м³.
Програма облаштування родовища розрахована на 1,9 млрд доларів США, розпочалась у 2005 році із експлуатаційного буріння. Розробка провадиться через платформу PMXL-1, встановлену в районі з глибиною моря 172 метри на опорах висотою 230 метрів. Для доставки продукції на береговий газопереробний комплекс Monteiro Lobato (Caraguatatuba в штаті Сан-Паулу) прокладено 120 км газопровід діаметром 850 мм.
До створеної на Мексіл'яо інфраструктури будуть під'єднані газове родовище BS-500 (запаси оцінюються на рівні 28 млрд м³) та газопровід з гігантського нафтового родовища Лула (Тупі).